# Pitkäsaari (ö i Finland, Norra Savolax, Nordöstra Savolax, lat 62,75, long 28,48)
Pitkäsaari är en ö i Finland. Den ligger i sjön Juojärvi och i kommunen Tuusniemi i den ekonomiska regionen  Nordöstra Savolax ekonomiska region  och landskapet Norra Savolax, i den centrala delen av landet, 300 km nordost om huvudstaden Helsingfors. Öns area är 38,4 hektar och dess största längd är 1,3 kilometer i nord-sydlig riktning.